# موهبت مرگبار
موهبت مرگبار (به انگلیسی: Deadly Blessing) یک فیلم اسلشر آمریکایی محصول سال ۱۹۸۱ به کارگردانی وس کریون است. این فیلم داستان یک شخصیت عجیب و غریب را روایت می‌کند که در جامعه ای معاصر دست به قتل می‌زند که با جامعه دیگری که به شر و نفرین‌های باستانی معتقد است فاصله چندانی ندارد. ارنست بورگناین، مارن جنسن، سوزان باکنر و شارون استون در این فیلم بازی می‌کنند.

## داستان
پس از مرگ شوهرش در شرایط اسرارآمیز، یک بیوه به‌طور فزاینده‌ای نسبت به جامعه مذهبی همسایه که ممکن است نقشه‌های شیطانی برای او داشته باشند دچار پارانویا می‌شود.